# 은호식당
은호식당은 대한민국 서울특별시 중구에 있는 역사적인 한식당이다. 1932년에 설립되어 서울에서 네 번째로 오래된 현존하는 식당이다. 꼬리곰탕(쇠꼬리 국)을 전문으로 한다. 남대문시장 근처의 숭례문 지역과 가깝다.
손님들은 꼬리곰탕의 고기와 뼈를 집어 먹기 위해 장갑을 착용한다고 한다. 고기는 특제 소스에 찍어 먹을 수 있으며, 국물에는 국수가 들어 있다. 이 식당은 양지탕과 설렁탕과 같은 다른 요리도 제공한다.
이 식당은 중구에서 가장 오래된 식당으로 알려져 있다. 1932년 김은임이 남대문시장에서 천막 식당으로 설립했다. 결국 그녀는 식당을 위한 영구적인 공간을 얻었고, 그 이름을 평화옥이라고 지었다. 이때 그녀는 이명순을 만났고, 이명순은 결국 그녀의 딸로 입양되어 식당을 물려받았다. 1950년에서 1953년 6.25 전쟁 동안 김은 부산으로 피난하여 그곳에서 식당을 임시로 다시 열었다. 김이 서울로 돌아온 후, 그녀는 결국 식당을 위한 상점 공간을 얻었고, 그 이름을 은성옥이라고 지었다. 1968년 남대문시장 화재 이후, 식당은 은호식당이라는 이름으로 다시 문을 열었다. 남대문 지역 재개발 계획에 따라 식당은 남대문 지역을 벗어날 의도로 두 개의 지점을 열었으나, 이는 결국 이루어지지 않아 세 지점 모두를 유지했다. 첫 번째 지점은 2002년에 서소문 지역에, 두 번째 지점은 2005년에 여의도에 문을 열었다. 2019년까지는 같은 가족의 4대째가 운영하고 있다고 한다. 처음에는 해장국 (숙취 해소에 좋다고 알려진 요리)을 제공했다. 정부 관리들이 꼬리곰탕을 맛본 후, 이 요리는 가게에서 큰 인기를 얻었다.
2013년에는 서울미래유산으로 지정되었다.

## 같이 보기
- 나주곰탕 하얀집 – 나주에 있는 또 다른 역사적인 곰탕 식당